# Aswan Harmud
Aswan Jibril Harmud là một luật sư đến từ Somaliland, và là nữ Công tố viên đầu tiên ở Somaliland.
Năm 2010, Harmud chính thức trở thành nữ công tố viên đầu tiên ở Somaliland.
Điều này được thực hiện với sự hỗ trợ tài chính cùng với sự giúp đỡ của chương trình thực tập và học bổng hợp pháp của Chương trình Phát triển Liên Hợp Quốc, nơi có ít nhất một nửa giải thưởng được trao cho phụ nữ, và bà đã có thể hoàn thành trường luật và được thực tập tại Văn phòng công tố Somaliland. Nguồn tài trợ được cung cấp bởi Liên minh châu Âu.
Năm 2014, Harmud đã góp mặt trong dự án đa phương tiện "Tiếng nói Somali" do Liên Hợp Quốc ở Somalia khởi xướng.
Vào năm 2015, Harmud là một trong số hơn 75 phụ nữ làm việc theo luật pháp của Somaliland, chống lại quy định không quá năm người vào năm 2008  Theo Harmud, "Tôi thấy đây là một bước tiến của phụ nữ, bởi vì chúng tôi đã bị coi thường và mọi người thường nghĩ rằng chúng tôi không thể giữ những vị trí này ".
Harmud cũng cho biết bà đã bình luận về những vấn đề mà công việc cấp cao như vậy đã dẫn đến, "Phụ nữ trong quốc hội đã trở thành mục tiêu. Chúng tôi sẽ không đi bộ quanh thị trấn với khuôn mặt không che chắn. Chúng tôi che mặt - chúng tôi làm điều này để thoát khỏi nỗi sợ." 

## liên kết ngoài
- Gặp gỡ nữ công tố viên đầu tiên của Somaliland, video UNDP dài 3 phút